# سیارک ۳۸۹۹
سیارک ۳۸۹۹ (به انگلیسی: 3899 Wichterle، نامگذاری:1982SN1) سه هزار و هشتصد و نود و نهمین سیارک کشف شده‌است که در ۱۷ سپتامبر ۱۹۸۲ کشف شد.
قدر مطلق سیارک برابر ۱۱٫۲۰ است.